# Euscelidia erichthenii
Euscelidia erichthenii là một loài ruồi trong họ Asilidae. Euscelidia erichthenii được Dikow miêu tả năm 2003. Loài này phân bố ở vùng nhiệt đới châu Phi.